# Stefan Meller
Pour les articles homonymes, voir Meller.
Stefan Meller, né le 4 juillet 1942 dans le 6e arrondissement de Lyon et mort le 4 février 2008 à Varsovie, est un universitaire et diplomate polonais, qui est ministre des Affaires étrangères de Pologne entre octobre 2005 et mai 2006.

## Vie professionnelle

### Formation
Il accomplit une partie de ses études secondaires à Genève, où son père diplomate est en poste, mais se fait expulser de son école en 1959 pour raisons disciplinaires. Il retourne alors en Pologne, où il achève son cursus. Il échoue cependant, en 1960, à entrer à l'université de Varsovie, afin d'y suivre des études d'histoire, parvenant l'année suivante à se faire admettre à l'université de Cracovie. Il la quitte cependant dès 1962, afin de retourner à Varsovie, où il obtient son diplôme quatre ans plus tard.
En 1974, il accède au grade universitaire de doctorat et reçoit son habilitation à diriger des recherches onze ans plus tard. Il doit cependant attendre 1993 pour se voir attribuer le titre de professeur.

### Carrière
Chercheur à l'Institut polonais des affaires internationales à partir de 1966, il est licencié après les évènements de mars 1968 et expulsé du Parti ouvrier unifié polonais (PZPR), tout en se voyant frappé d'une interdiction d'activité professionnelle dans le monde universitaire. Il continue cependant à travailler, au sein de la coopérative de cosmétiques Izis, et comme professeur de français.
Dès la fin de son interdiction, il retourne travailler à l'université, au sein d'une antenne de l'université de Varsovie installée à Białystok. Il est engagé l'année suivante par l'école supérieure de théâtre de Varsovie, dont il est vice-recteur entre 1981 et 1984. Au cours de la période d'instauration de la loi martiale, il vient en aide aux élèves victimes de violences.
En 1990, il devient pour quatre ans rédacteur en chef du mensuel Mówia Wieki, après avoir collaboré avec les forces d'opposition au régime communiste en publiant certains de leurs écrits, et a également travaillé pour les archives d'État.
Il est par la suite chercheur au département d'histoire du XIXe siècle de la faculté d'histoire et de sociologie de l'université de Białystok, ainsi que professeur d'histoire à l'École des sciences sociales de Varsovie, et d'histoire des relations internationales en France, aux Pays-Bas et aux États-Unis. Ses travaux de recherche ont principalement porté sur les points communs entre le XVIIIe et le XIXe siècle, ainsi que l'histoire de la pensée sociale et politique. Il portait en une attention toute particulière à l'histoire de France.

## Vie politique

### Diplomate polonais
Il est recruté par le ministère polonais des Affaires étrangères en 1992 pour occuper le poste de directeur adjoint, puis de directeur, du département des Affaires étrangères. Il est promu sous-secrétaire d'État en 1995, puis nommé un an plus tard ambassadeur en France. En février 2001, il retourne au ministère en tant que vice-ministre, un poste qu'il perd en février 2002 au profit de celui d'ambassadeur auprès de la fédération de Russie. Au cours de ce mandat, il doit notamment gérer la complication des relations diplomatiques russo-polonaises liée à la révolution orange ukrainienne de 2004.

### Chef de la diplomatie
Le 31 octobre 2005, Stefan Meller est nommé ministre des Affaires étrangères  dans le gouvernement minoritaire conservateur de Kazimierz Marcinkiewicz, et prend la présidence du comité pour l'intégration européenne. Il démissionne environ six mois plus tard, le 28 avril 2006, à la suite d'un remaniement ministériel rendu nécessaire par la formation d'une coalition gouvernementale avec des partis eurosceptiques et à l'entrée au cabinet d'Andrzej Lepper. Il quitte officiellement ses fonctions le 9 mai suivant.

## Vie privée
Né en 1942 à Lyon, dans une famille de Juifs communistes polonais, son père Adam Meller est diplomate. Son fils Marcin est engagé dans l'association des étudiants indépendants (NZS), et travaille ensuite comme rédacteur en chef de l'édition polonaise de Playboy, tandis que sa fille Katarzyna est la porte-parole de la candidature polonaise et ukrainienne à l'organisation du championnat d'Europe de football 2012 en 2008.
Il est décédé d'une longue maladie le 4 février 2008 à Varsovie, où il est enterré.